# Ernestine Lebrun
Pour les articles homonymes, voir Lebrun.
Ernestine Lebrun est une nageuse française née le 25 février 1906 à Tourcoing,, et morte le 6 mai 2005 à Allauch, spécialisée en nage libre.

## Biographie
Ernestine Lebrun la fille d'un boucher dirigeant du club de l'ENT. Elle fait partie d'une famille de nageurs. Sa sœur Marcelle Lebrun fut championne de France en 1919 et son autre soeur nageuse, Louise Lebrun se maria avec Albert Deborgies.

## Carrière
Licenciée aux Enfants de Neptune de Tourcoing, elle nage dès l'âge de sept ans.
Ernestine Lebrun est membre de l'équipe de France aux Jeux olympiques de 1920 et aux Jeux olympiques d'été de 1924, prenant part au 100 mètres nage libre et au 300 mètres nage libre en 1920 ainsi qu'au  100 mètres, 400 et 4x100 mètres nage libre en 1924. Elle ne passe pas le stade des séries de qualification dans les courses individuelles et termine cinquième du relais 4x100 mètres de 1924.
Elle participe aux Jeux olympiques féminins de 1922 à Monaco.
Elle a été championne de France de natation en bassin de 50 mètres sur 100 mètres nage libre  en 1921, 1922, 1923 et 1925, sur 400 mètres nage libre en 1921, 1922, 1923 et 1925 et sur 1 000 mètres nage libre en 1921, 1922, 1923 et 1925. Elle est aussi championne de France de natation de grand fond nage libre en 1923, 1924 et 1925.
Elle détient le record de France de natation dames du 400 mètres nage libre de 1921 à 1923 et de 1924 à 1926.
En 1924 et 1925 elle gagne la Traversée de Paris à la nage féminine, après avoir été deuxième l'année précédente.

## Postérité
En mai 2019, la ville de Tourcoing nomme une de ses voies l'impasse Ernestine-Lebrun.